# مایک کیهیل (کارگردان)
مایک کیهیل یا مایک کاهیل (انگلیسی: Mike Cahill؛ زادهٔ ۵ ژوئیهٔ ۱۹۷۹) یک کارگردان، تهیه‌کننده، و فیلم‌نامه‌نویس اهل ایالات متحده آمریکا است.